# Treviso Bresciano
Treviso Bresciano (lombardul: Treìs) település Olaszországban, Lombardia régióban, Brescia megyében. Lakosainak száma 511 fő (2023. január 1.). Treviso Bresciano Capovalle, Idro, Lavenone, Provaglio Val Sabbia, Vestone és Vobarno községekkel határos.

## Népesség
A település lakossága az elmúlt években az alábbi módon változott:
| Lakosok száma | 537  | 530  | 511  |
|               | 2017 | 2018 | 2023 |